# Korszewo (obwód woroneski)
Korszewo (ros. Коршево) – wieś w Rosji, w obwodzie woroneskim, w rejonie bobrowskim. W 2010 liczyła 2004 mieszkańców.